# So much to give
So much to give is het derde officiële album van de Groningse rockgroep Green Hornet uit 2007.

## Opnamen
De opnamen van dit album vonden plaats in de oefenruimte van Green Hornet in Groningen met een mobiele studio. Thuis werden de ruwe opnamen afgemixt. Excelsior Recordings wilde het album in deze vorm wel uitbrengen, nadat deze gemasterd was. Als voorproefje op het album verscheen het nummer Wave score op de promotie-cd Fine fine music. De plaat verscheen op 15 januari 2007 op cd en vinyl. Op de vinyl versie is Der Mussolini! toegevoegd als bonustrack op de A-kant. Dit nummer is een cover van Deutsch-Amerikanische Freundschaft.

## Muzikanten
- Olaf Veenstra - gitaar, zang
- André Dodde - elektronisch orgel, gitaar, harp, zang
- Koos Borg - drums

## Tracklist
1. I'll testify
2. Monkey shine
3. Wave score
4. Rip out my heart
5. Downstream
6. Ain't good enough
7. Sadie black
8. Last shot
9. Feeling alright
10. Can't stop
11. Breakin' up
12. Get some